# Адольфо де ла Уерта
Адо́льфо де ла Уе́рта Маркор (26 травня 1881, Гуаймас, Сонора, Мексика — 9 липня 1955, Мехіко, Мексика) — мексиканський політик, тимчасовий президент Мексики від 1 червня до 1 грудня 1920 року.
1920 року Уерта був губернатором Сонори і одним з керівників Революції Агуа-Прієти — плану з повалення тодішнього президента Венустіано Карранси. 8 квітня 1920 року відбувся переворот, Карранса був повалений і втік. На час підготовки загальних виборів конгрес призначив Уерту тимчасовим президентом.
Однією з найважливіших подій за час президентства Уерти було підписання мирного договору з Панчо Вільєю.
1923 року Уерта підняв заколот проти президента Обрегона, але зазнав поразки і втік до США. За підтримки федерального уряду США сили Обрегона придушили опір уертистів до лютого 1924. Сам Уерта після повернення до Мексики 1935 року відійшов від політичної діяльності.